# Облога Єрусалима (614)
Обло́га Єрусали́ма 614 року — облога візантійського Єрусалима військами Іранської імперії Сасанідів протягом квітня — травня 614 року. Епізод ірано-візантійської війни (602—628) і загального римсько-перського цивілізаційного протистояння. Іранськими військами командував полководець Шахрвараз, який за наказом шаха Хосрова II здійснював завоювання візантійських земель в Палестині. Союзниками іранців виступили 20 тисяч юдейських повстанців під проводом Неємії бен Гушієля і Вениаміна з Тіверіади, які піднялися на війну проти християн. Обороною Єрусалима керував єрусалимський патріарх Захарій, налаштований на переговори і мирну здачу міста. Ірано-юдейські сили здобули місто практично без спротиву. Всупереч домовленостям вони вирізали частину мешканців Єрусалима, переважно християн: за різними джерелами від 17 до 90 тисяч. Сам патріарх і заможні міщани потрапили до полону. Більшість християнських церков міста були зруйновані, від пожежі постраждав Храм Гробу Господнього. Іранці захопили Животворний Хрест та інші християнські реліквії, які вивезли з міста. У історіографії ведеться неоднозначна дискусія з приводу масштабів руйнувань, убивств і ролі у них юдеїв.

## Перебіг
- травень 614: Храм Гробу Господнього було спалено, патріарха Захарію ув'язнено, Животворний Хрест та інші реліквії було перевезено до Ктесифона, а більшу частину християнського населення було вбито.[3][4] Також більшу частину міста було зруйновано.

## Оцінки
- Завоювання іранцями Палестини і поразка візнатійців згадуються у сурі Ар-Рум Корану (30:1-6).
- У юдейській літературі ця подія згадується як велика перемога[5].

### Монографії, статті
- Avni, G. The Persian conquest of Jerusalem (614 c.e.): an archaeological assessment // Bulletin of the American Schools of Oriental Research. 2010. № 357, pp. 35—48.
- Ben-Ami, D. New archaeological and numismatic evidence for the Persian destruction of Jerusalem in 614 CE // Israel Exploration Journal. 2010. Vol. 60, №. 2, pp. 204—221.
- Couret, A. La prise de Jérusalem par les Perses en 614 // Revue de l'Orient Chretien. 1897, Т. 2, pp. 125—164.
- Horowitz, E. The Vengeance of the Jews Was Stronger than Their Avarice: Modern Historians and the Persian Conquest of Jerusalem in 614 // Jewish Social Studies, New Series. 1998, Т. 4, № 2, pp. 1—39.
- Horowitz, E. Reckless Rites: Purim and the Legacy of Jewish Violence. Princeton, 2006.
- Kaegi, W. E. Heraclius: Emperor of Byzantium. Cambridge University Press, 2003. — С. 65—77.
- Rezakhani, K. Defenders and Enemies of the True Cross: the Sasanian Conquest of Jerusalem in 614 and Byzantine Ideology of Anti-Persian Warfare // Iranian Studies. Vol. 46, 2013. № 3, pp. 506—510.
- Vailhé, S. Les Juifs et la prise de Jérusalem en 614 // Échos d'Orient. 1909, Т. 12, № 74, pp. 15—17.
- Грушевой А. Г. Иудеи и иудаизм в истории Римской республики и Римской империи. Факультет филологии и искусств СПбГУ, 2008.